# Kultura gomilnih upodobitev
Kultura gomilnih upodobitev (Effigy Mound Building Culture) je bila kamenodobna indijanska  kultura, ki je med letoma 350 in 1300 n.š, uspevala  na vzhodu  Severne Amerike ob zgornjem toku reke Mississippi, na ozemlju zahodnega  Wisconsina, jugozahodne Minnesote in severovzhodne  Iowe. Spadala je v serijo kultur Graditeljev gomil in širše med kulture Srednjega in Poznega gozdnega obdobja. 
Nosilci te kulture so pričeli graditi zemeljske gomile oziroma nasipe, oblikovane tako, da so prikazovali človeka ali razne živali, npr.  bizone,   orle,  jelene,  gosi,  rise, panterje , kuščarje in želve. Njihova družba je bila preprosta in osnovana na  lovskem  in nabiralniškem  načinu življenja. Okrog leta 1000 n.š. je prišlo v tej družbi do večjih sprememb: pričeli so pridelovati  koruzo ,  ob staroselcih so se pojavili nosilci Misisipijske kulture, ki so prihajali iz bližnje Cahokije, obenem pa so se na tem območju pojavila plemena Oneota. Oneote niso pripadali kulturam Graditeljev gomil, a so imeli z nosilci Kulture gomilnih upodobitev nekatere skupne kulturne značilnosti. Oneote, Misisipijci in staroselci so se morda spopadali med seboj in morda so Oneote staroselce postopoma  asimilirali. V času med letoma 1000 in 1300 n.š. je Kultura gomilnih upodobitev obstajala vzporedno z Misisipijsko kulturo in nato doživela skupno usodo zatona.  